# Логан Фонтен
Логан Фонтен (фр. Logan Fontaine, 25 березня 1999) — французький плавець.
Чемпіон світу з водних видів спорту 2017 року, призер 2019 року.
Призер Чемпіонату Європи з водних видів спорту 2018 року.